# أليسيو تشيرتشي

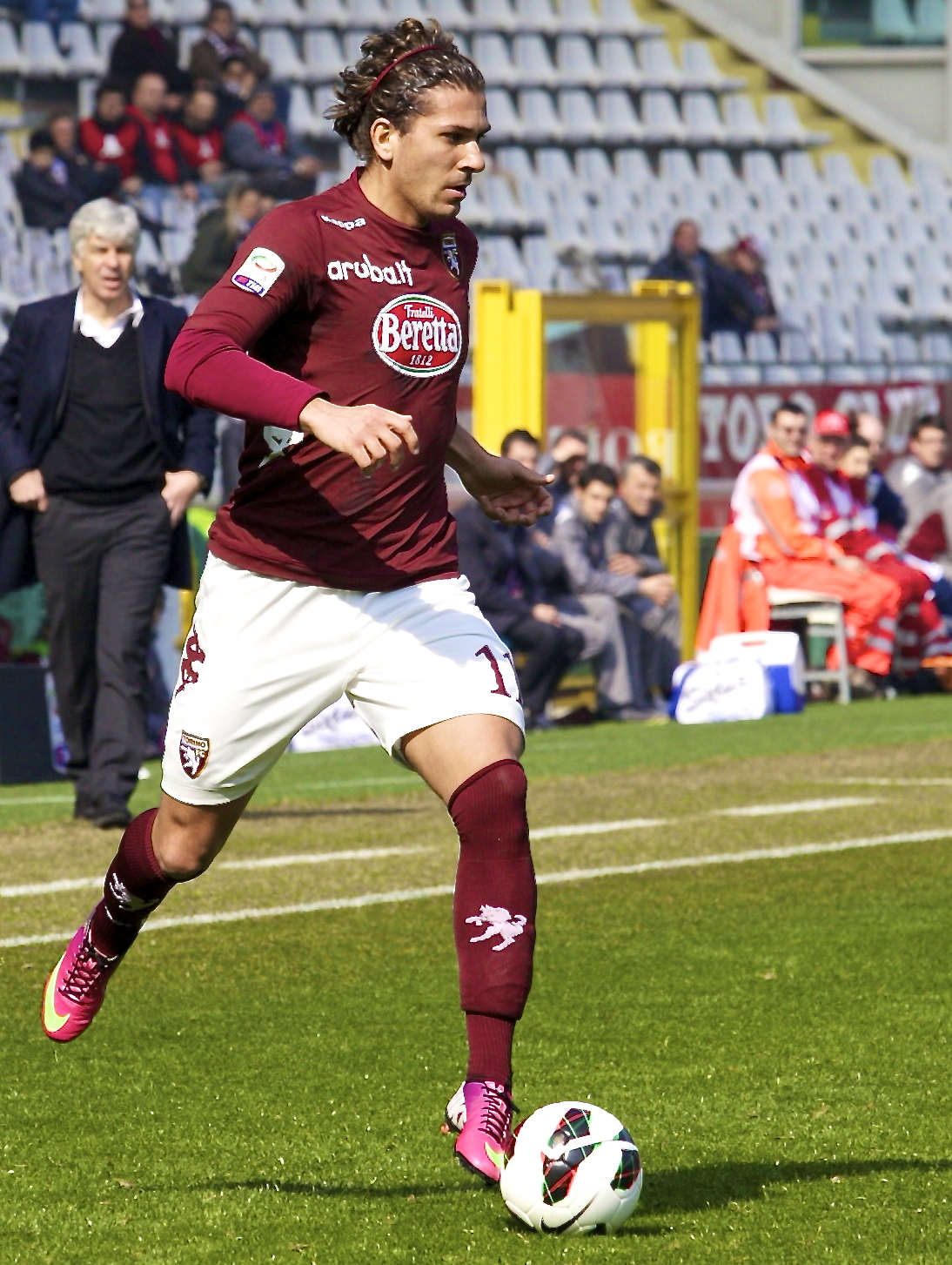
أليسيو لعب مع تورنتو عام 2013م.

أليسيو تشيرشي (بالإيطالية: Alessio Cerci)‏ (مواليد 23 يوليو 1987 في فليتري - إيطاليا) لاعب كرة قدم إيطالي يلعب حاليا لصالح نادي إيه سي ميلان على سبيل الإعارة من اتليتكو مدريد الإسباني - في مركز لاعب وسط مهاجم .

## وصلات خارجية
- Profile on نادي تورينو's official website
- (بالإيطالية) Career statistics on aic.football.it
- أليسيو تشيرتشي على موقع الاتحاد الدولي (مؤرشف)  (الإنجليزية)
- أليسيو تشيرتشي على موقع الاتحاد الأوربي (الإنجليزية)
- أليسيو تشيرتشي على موقع اتحاد تركيا (لاعب) (الإنجليزية)
- أليسيو تشيرتشي على موقع قاعدة بيانات كرة القدم.إي يو (الإنجليزية)
- أليسيو تشيرتشي على موقع ناشيونال فوتبول تيمز (الإنجليزية)
- أليسيو تشيرتشي على موقع Soccerway.com (الإنجليزية)
- أليسيو تشيرتشي على موقع عالم كرة القدم.نت (الإنجليزية)
- أليسيو تشيرتشي على موقع كووورة
- أليسيو تشيرتشي على موقع AS.com (الإسبانية)
- أليسيو تشيرتشي – سجل منافسات اليويفا